# Básthy József
Ó- és egyházasbásthi Básthy József (XIX. század–1869 előtt) ügyvéd, táblabíró, költő.
Pesti táblai ügyvéd és több vármegye táblabírája volt; 1841-ben Pusztadarócon, Szatmár megyében tartózkodott.

## Munkái
- Öröm-ünnep, melyet fels. V. Ferdinand király… névnapján… szentel. Pest, (1831.)
- Vota pia in 68. natalem diem sanct. clem. dni Gregorii XVI. summi pontificis… dum universi orbis christinai populi… applaudunt. Uo. (1833.)
- Magyarok emléke, a velek rokon s azon egy kormány alatti nemzetekével 1526 óta. I. kötet. Buda, 1836. (Aaron-Aventini. Több nem jelent meg.) Online
- Mátrai visszhang, vagyis örömversek, melyeket mélt. gombosfalvi Gombos Imre urnak t. n. Heves és Külső-Szolnok t. e vármegye főispányi helytartói diszes hivatalába lett beiktatásának alkalmára… szentel. Pest, (1837.).
- Barátságos koszorú, melyet Pajor Antal urnak… emlékére intézett. Buda, (1837. Költemény.)
- Üdvözlő koszorú mélt. és főt. Belánszky József úr, beszterczebányai megyés püspök születése napján tisztelete örök zálogáúl nyújt. Pest, 1836. (Költemény.)